# Centro di trasferimento di Yenikapı
Il Centro di trasferimento di Yenikapı (in turco Yenikapı Aktarma Merkezi), indicato di seguito come Yenikapı, è un complesso di trasporto sotterraneo di Istanbul. Si trova nel centro-sud di Fatih, nel quartiere di Yenikapı, da cui il nome dell'hub. Il complesso si trova proprio accanto alla stazione ferroviaria di Yenikapı, che serve la linea ferroviaria leggera T6, e a pochi passi dal terminal dei traghetti di Yenikapı e dal servizio di traghetti İDO. Il complesso di Yenikapı collega due stazioni della metropolitana di Istanbul e una stazione delle Ferrovie Statali turche con la linea Marmaray che attraversa il Bosforo.
Yenikapı è il più grande nodo di interscambio della Turchia.

## Storia
La costruzione del progetto Marmaray è iniziata a Yenikapı nel maggio 2004. Il sito della nuova stazione di Yenikapı è stato scelto a nord della stazione ferroviaria esistente ed è stato costruito sottoterra come parte del tunnel che attraversa il Bosforo. Il completamento di Yenikapı era previsto per dicembre 2009, ma a causa del ritrovamento nel cantiere del bizantino Porto di Eleutherios il progetto è stato ritardato di quattro anni. Nel 2008 sono stati finalizzati i piani per estendere le linee M2 e M1 verso sud e Yenikapı è stata scelta come capolinea meridionale. La costruzione del prolungamento meridionale della M2 è iniziata nel gennaio 2009 con il Ponte della metropolitana sul Corno d'Oro che attraversa il Corno d'Oro. Il progetto avrebbe dovuto essere inaugurato nell'agosto 2010, ma a causa di ritardi è stato aperto solo nel 2014. La sezione di Marmaray è stata la prima parte del complesso ad essere aperta, entrando in servizio il 29 ottobre 2013. La sezione della M2 è stata aperta il 15 febbraio 2014, seguita dalla sezione della M1 il 9 novembre 2014.

## Galleria d'immagini

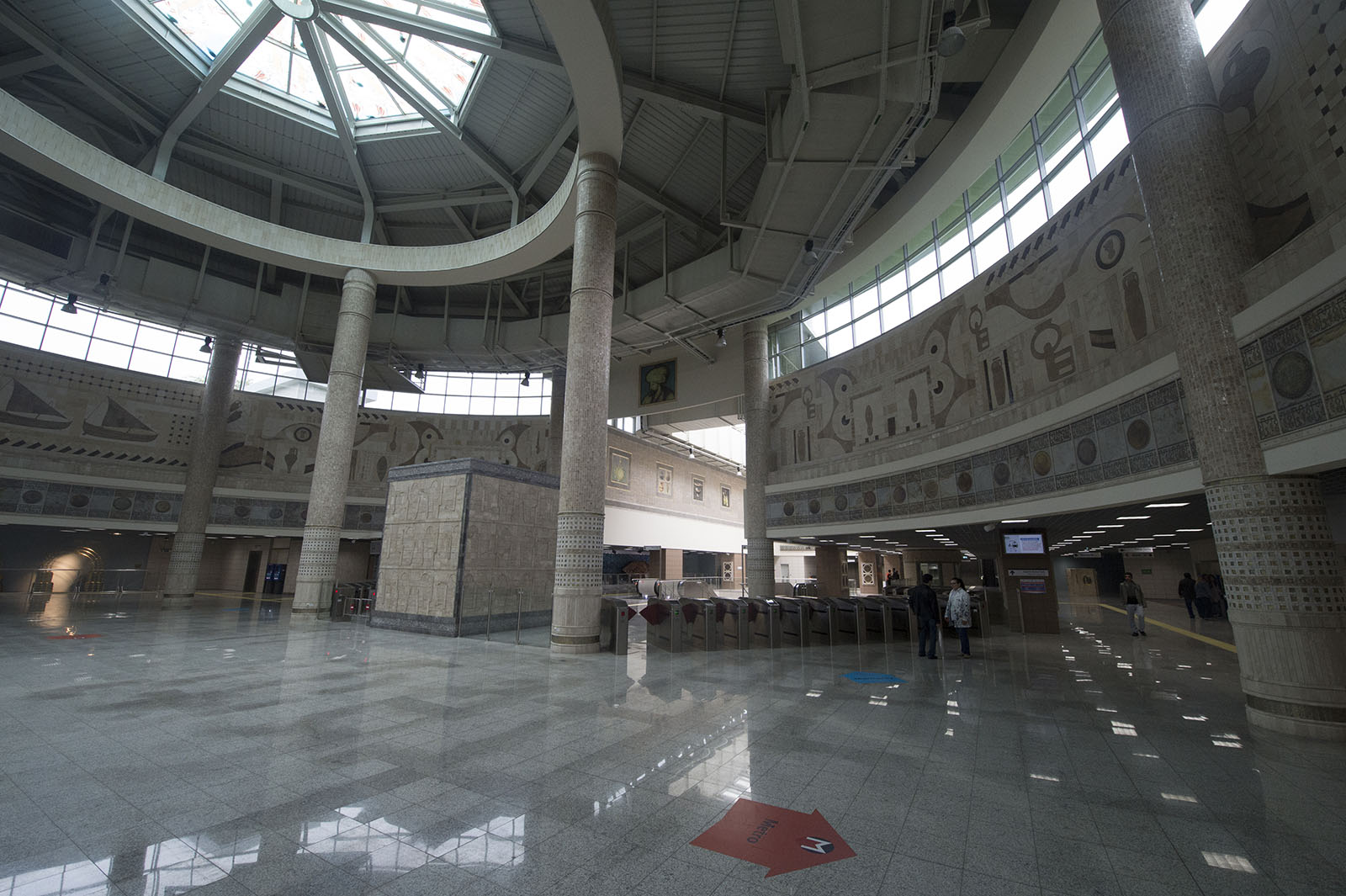
Sala centrale della stazione della Metropolitana
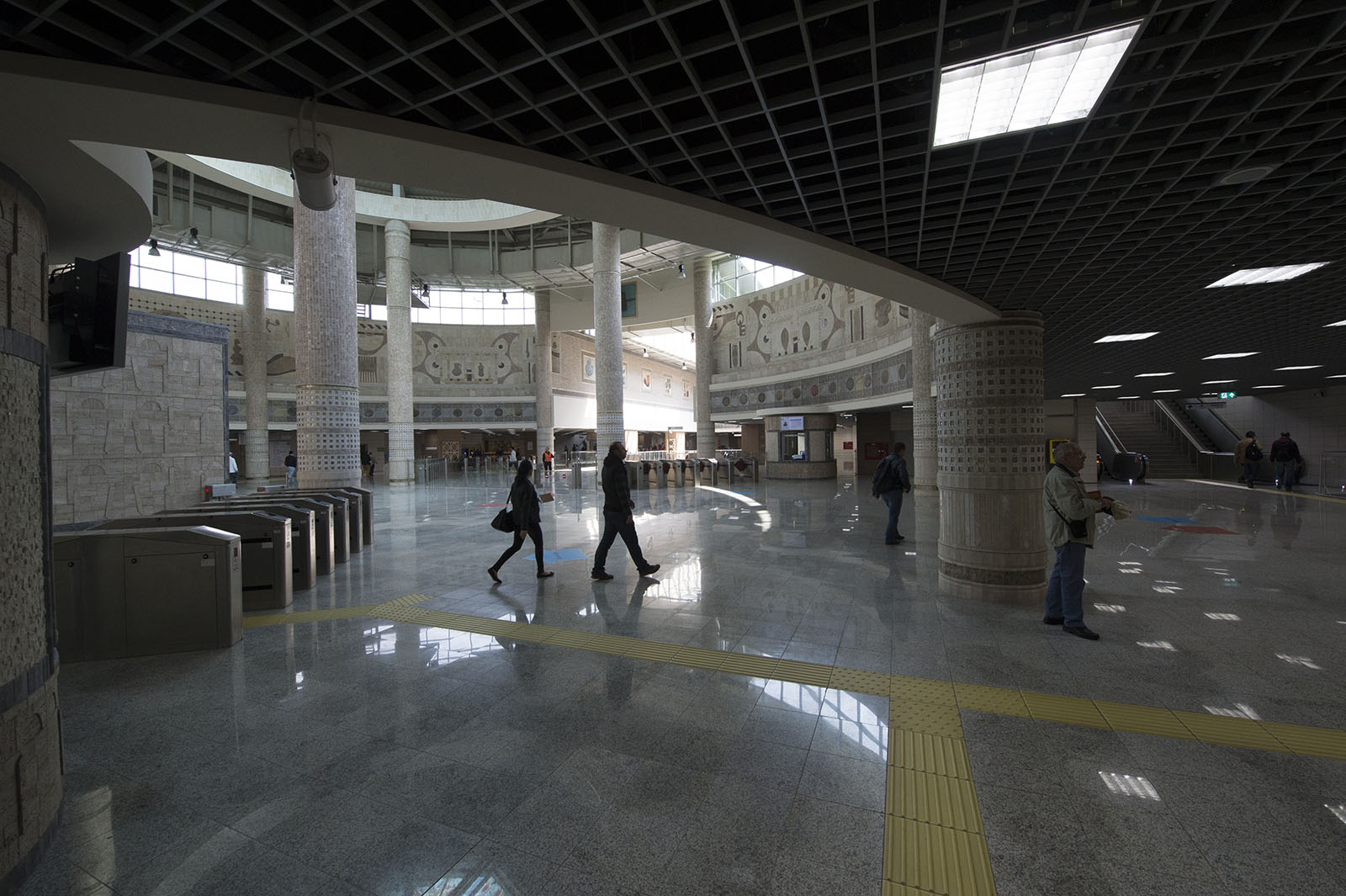
Sala centrale della stazione della Metropolitana di lato
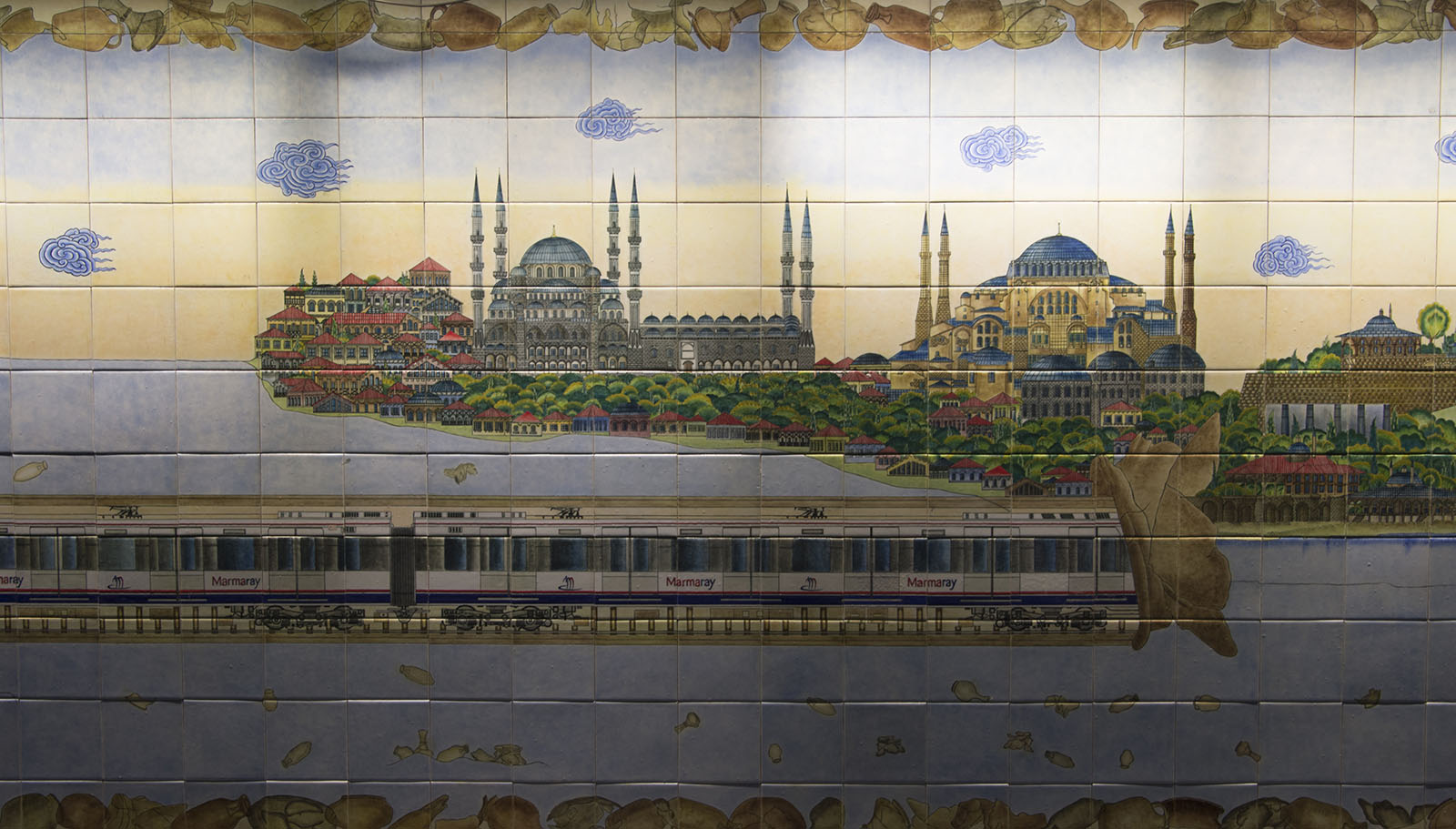
Decorazione della stazione Marmaray
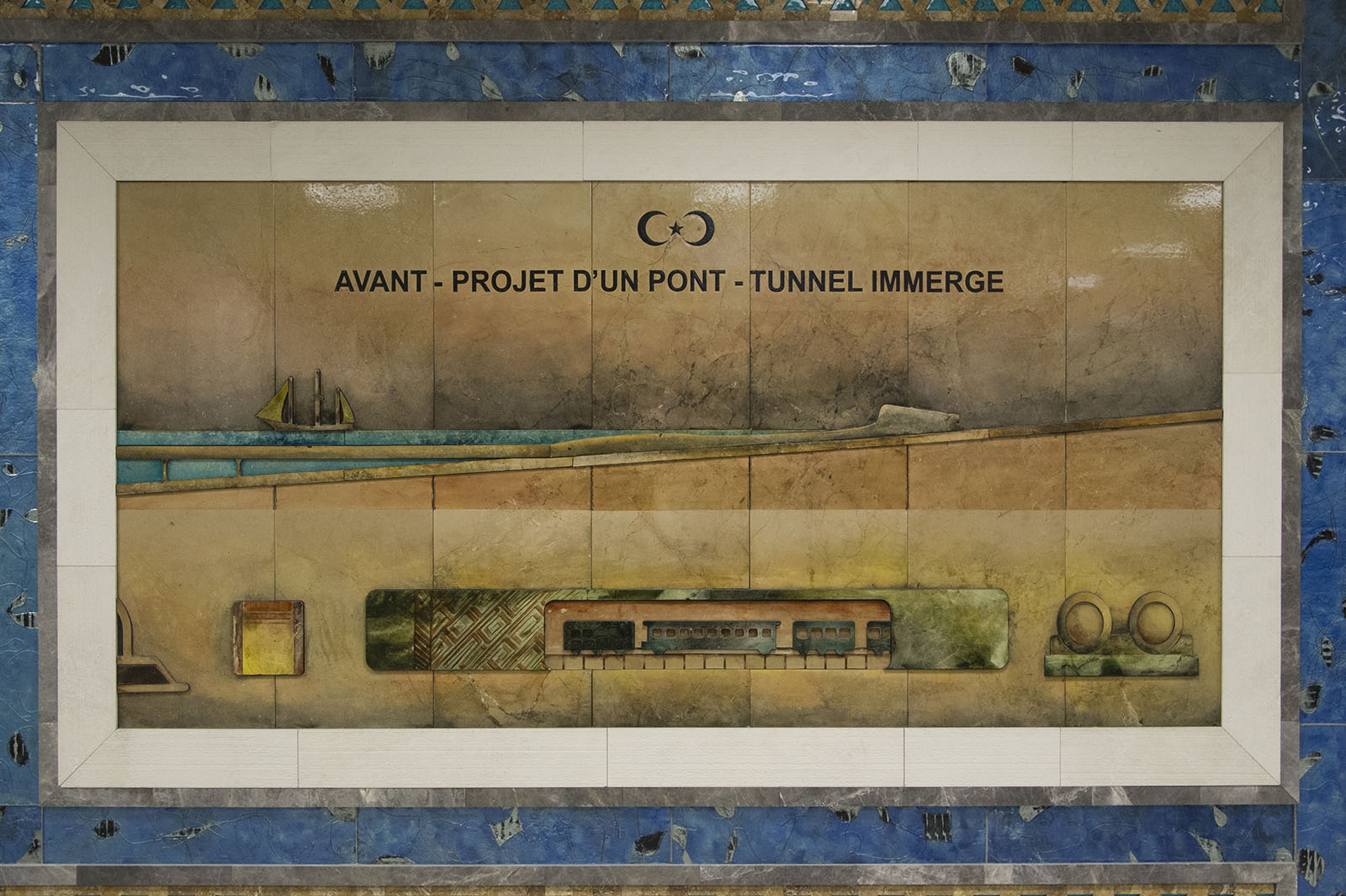
Maioliche che riproducono un vecchio progetto del Tunnel sotto il Bosforo
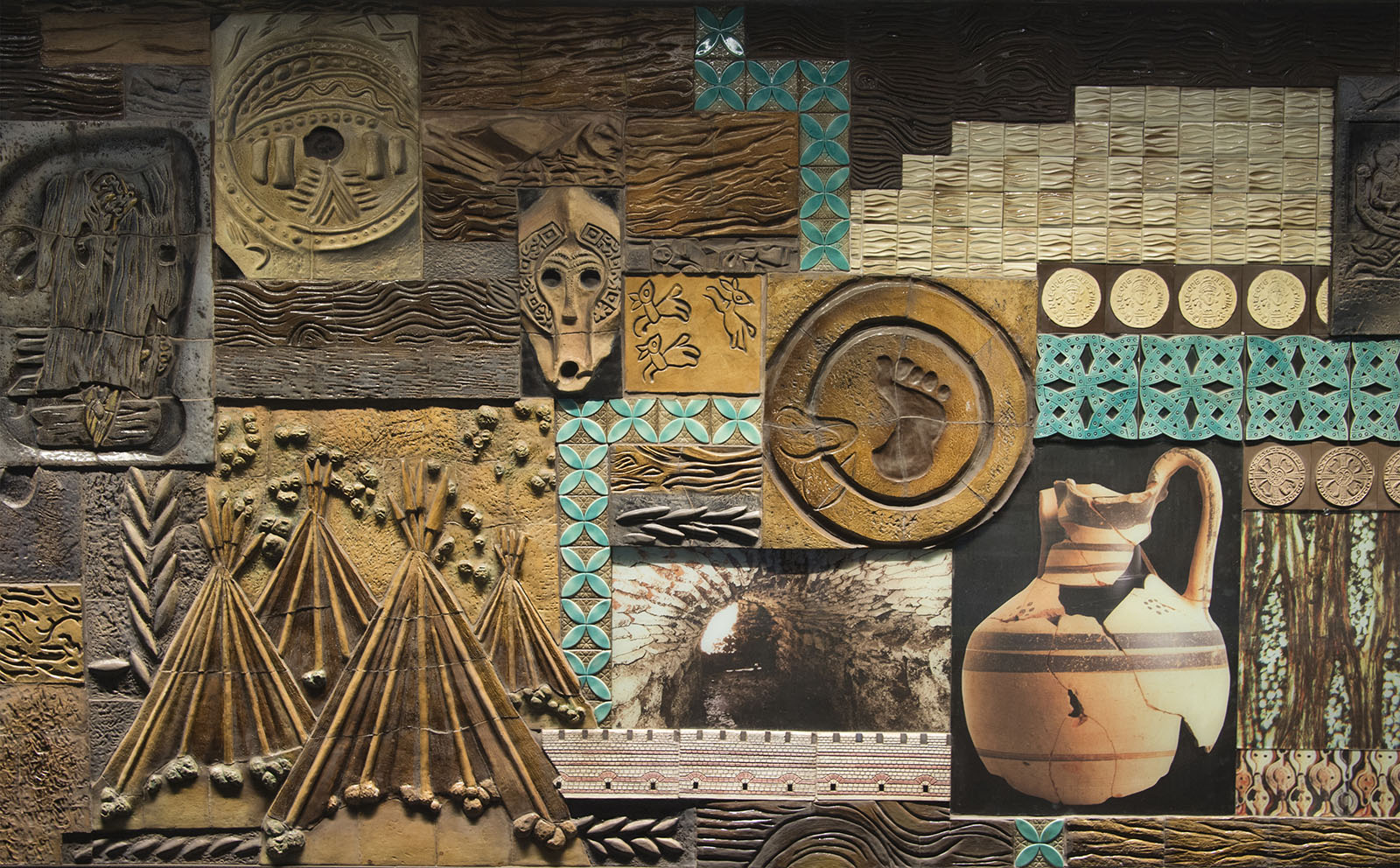
Maioliche nella stazione
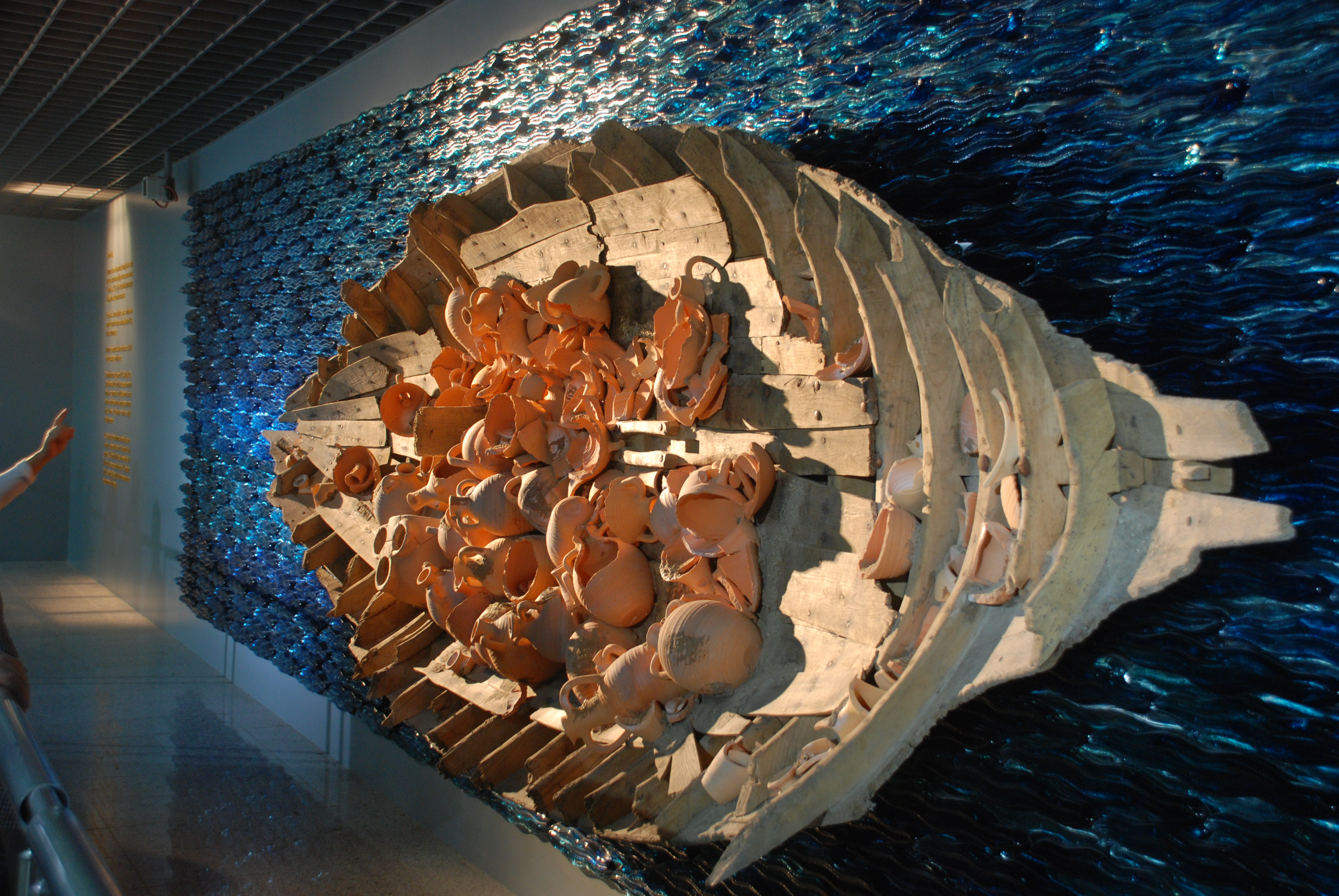
Ritrovamenti archeologici della stazione TCDD